# 프레아 칸 리치 스바이 리엥 FC
프레아 칸 리치 스바이 리엥 FC(크메르어: ក្លឹបបាល់ទាត់ព្រះខ័នរាជស្វាយរៀង)는 캄보디아의 축구단으로 현재 캄보디아 프리미어 리그에 소속되어 있으며 스바이 리엥 스타디움을 홈 그라운드로 사용하고 있다.

## 선수 명단

### 현역
참고: FIFA 자격 규정에 따라 소속된 국가대표팀 국기를 표시합니다. 선수는 복수의 FIFA 비회원국 국적을 가지고 있을 수 있습니다.
| 번호 | 포지션 | 국적     | 이름            |
| ---- | ------ | -------- | --------------- |
| 7    | FW     | 캄보디아 | 프락 모니 우돔  |
| 17   | FW     | 라오스   | 보운파찬 보운콩 |

| 번호 | 포지션 | 국적 | 이름            |
| ---- | ------ | ---- | --------------- |
| 61   | MF     |      | 오다와라 다카시 |

## 수상 내역
- 캄보디아 프리미어 리그 : 우승 (2013, 2019, 2023-24, 2024-25)
- 훈센컵 : 우승 (2011, 2012, 2015, 2017, 2023-24)
- AFC 챌린지리그 : 준우승 (2024-25)